# ラマー (コロラド州)
ラマー（英: Lamar）は、アメリカ合衆国コロラド州の都市。プロワーズ郡の郡庁所在地である。人口は7,687人（2020年）。ホームルール制度を採用した自治体である。

## 歴史
1886年に法人化した。「ラマー」の名は、アメリカ合衆国内務長官を務めたルシウス・Q・C・ラマー二世に由来する。
1889年にはプロワーズ郡の郡庁所在地に選ばれた。

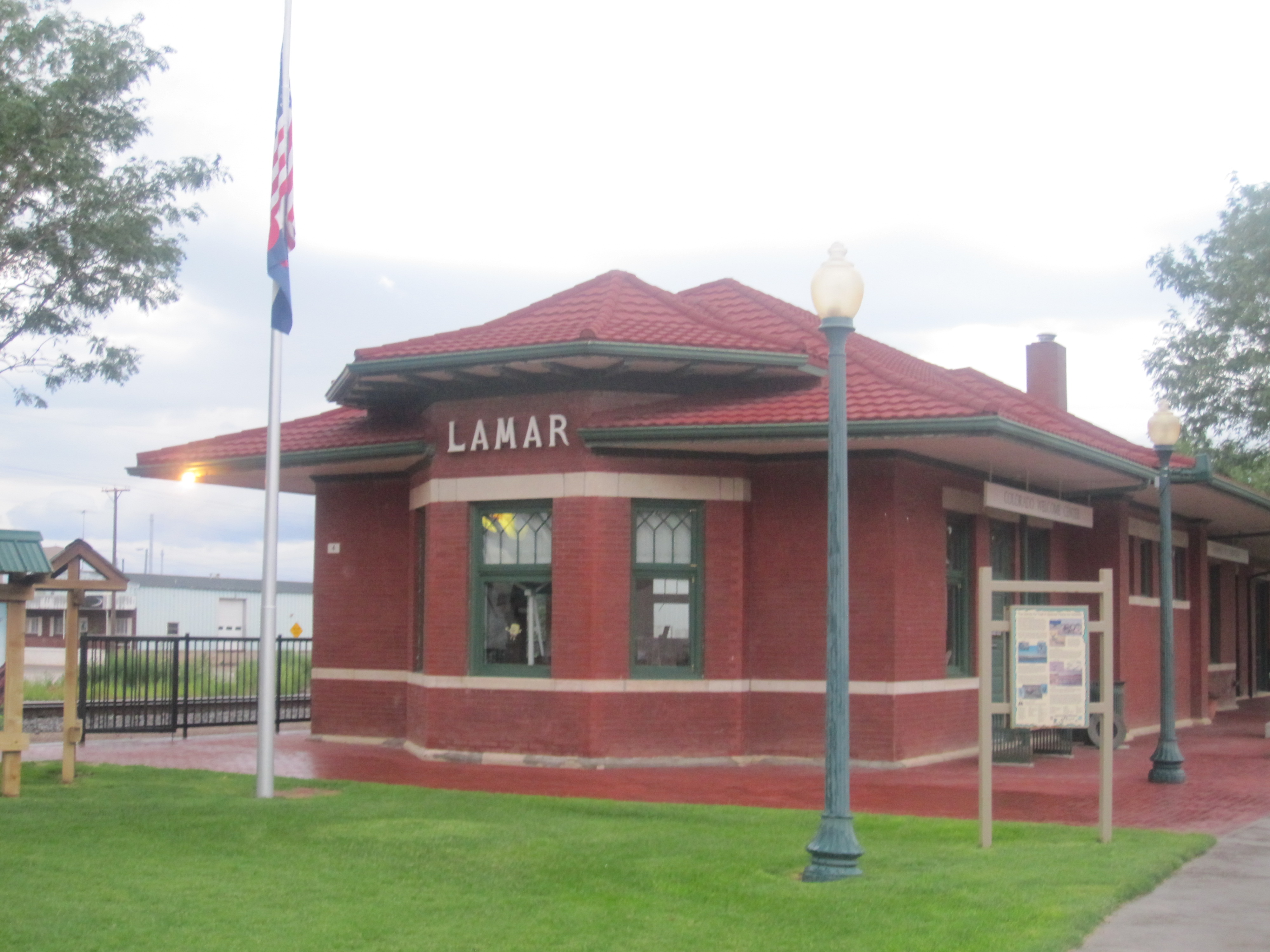
ラマー駅は復元され、観光案内所として運営されている

ピエール・オージェ観測所の北部施設は、ラマー近郊に建設が予定されている。

## 地理および気候
ラマーは、北緯38度5分10秒 西経102度37分10秒 / 北緯38.08611度 西経102.61944度に位置する。アメリカ合衆国国勢調査局によれば、市域は4.2平方マイル (11 km2)で、水域はほとんど存在しない。コロラド州南東部を流れ、ラマーを掠めるアーカンザス川が通るプエブロの東部に位置する。
インド洋に浮かぶアムステルダム島の対蹠地、つまり俗にいうところの「地球の裏側」はラマー近郊にある。アメリカ合衆国領土の対蹠地はインド洋上であり、対蹠地に島があるのはたった3箇所だけである。
| ラマーの気候                                                                          | ラマーの気候 | ラマーの気候 | ラマーの気候 | ラマーの気候 | ラマーの気候 | ラマーの気候 | ラマーの気候 | ラマーの気候 | ラマーの気候 | ラマーの気候 | ラマーの気候 | ラマーの気候 | ラマーの気候  |
| 月                                                                                    | 1月          | 2月          | 3月          | 4月          | 5月          | 6月          | 7月          | 8月          | 9月          | 10月         | 11月         | 12月         | 年            |
| ------------------------------------------------------------------------------------- | ------------ | ------------ | ------------ | ------------ | ------------ | ------------ | ------------ | ------------ | ------------ | ------------ | ------------ | ------------ | ------------- |
| 最高気温記録 °F （°C）                                                                | 74 (23)      | 87 (31)      | 89 (32)      | 94 (34)      | 103 (39)     | 111 (44)     | 109 (43)     | 109 (43)     | 104 (40)     | 95 (35)      | 86 (30)      | 73 (23)      | 111 (44)      |
| 平均最高気温 °F （°C）                                                                | 45.1 (7.3)   | 49.2 (9.6)   | 59.5 (15.3)  | 68.8 (20.4)  | 77.9 (25.5)  | 87.5 (30.8)  | 93.0 (33.9)  | 90.5 (32.5)  | 83.0 (28.3)  | 70.3 (21.3)  | 56.4 (13.6)  | 45.2 (7.3)   | 68.9 (20.5)   |
| 平均最低気温 °F （°C）                                                                | 14.5 (−9.7)  | 18.0 (−7.8)  | 26.7 (−2.9)  | 36.3 (2.4)   | 47.4 (8.6)   | 57.5 (14.2)  | 62.5 (16.9)  | 61.1 (16.2)  | 51.2 (10.7)  | 36.6 (2.6)   | 24.1 (−4.4)  | 14.9 (−9.5)  | 37.6 (3.1)    |
| 最低気温記録 °F （°C）                                                                | −15 (−26)    | −17 (−27)    | −5 (−21)     | 14 (−10)     | 27 (−3)      | 38 (3)       | 49 (9)       | 49 (9)       | 34 (1)       | 19 (−7)      | −5 (−21)     | −15 (−26)    | −15 (−26)     |
| 降水量 inch （mm）                                                                    | 0.44 (11.2)  | 0.48 (12.2)  | 0.87 (22.1)  | 1.32 (33.5)  | 2.12 (53.8)  | 2.39 (60.7)  | 2.36 (59.9)  | 2.51 (63.8)  | 1.35 (34.3)  | 1.01 (25.7)  | 0.52 (13.2)  | 0.47 (11.9)  | 15.84 (402.3) |
| 降雪量 inch （cm）                                                                    | 6.5 (16.5)   | 5.0 (12.7)   | 5.0 (12.7)   | 1.8 (4.6)    | 0.0 (0)      | 0.0 (0)      | 0.0 (0)      | 0.0 (0)      | 0.1 (0.3)    | 1.4 (3.6)    | 3.3 (8.4)    | 6.1 (15.5)   | 29.2 (74.2)   |
| 出典：NOAA 註釈: 平均は1981年から2010年のもの。最高最低記録は2000年から2016年のもの。 |              |              |              |              |              |              |              |              |              |              |              |              |               |

## 人口動態
2000年の国勢調査によれば、3,324世帯、2,247の家族、8,869人が市内に居住している。人口密度は、2,095.8人/平方マイル (809.5/km2) である。住居の数は3,656棟で、その密度は863.9棟/平方マイル (333.7/km2) である。
人種は76.24%が白人、2.57%が混血、ネイティブ・アメリカンが1.48%、その他に分類される人種が18.81%、アフリカ系アメリカ人やアジア系、太平洋諸島系 (Pacific Islander) の合計は1%を下回る。36.54%がヒスパニック系・ラテン系である。
3,324世帯中、36.0%は18歳以下の子どもがおり、49.2%は結婚している。13.3%は夫がいない女性世帯主となっており、32.4%は非家族世帯である。28.2%は単身世帯で、12.4%に至っては65歳以上の高齢者の単身世帯である。平均世帯人数は2.59人で、家族を構成しているものに限れば3.18人である。
年代別の人口は次のとおりである。なお、年齢の中央値は31歳である。
- 18歳以下: 29.1%
- 18 - 24歳: 12.1%
- 25 - 44歳: 26.1%
- 45 - 64歳: 19.5%
- 65歳以上: 13.1%

性比は、女性100人に対し、男性98.6人である。18歳以上の人口に限って言えば、女性100人に対し、男性95.8人となる。
世帯収入の中央値は、28,660米ドルであり、家族を構成している世帯に限ると32,560米ドルとなる。男性の収入の中央値が24,145米ドルであるのに対し、女性のそれは20,133米ドルである。一人当たり収入は13,900米ドルとなる。14.4%の家族、人口の19.7%が貧困線未満で生活しており、18歳未満の子どもの29.5%と65歳以上の高齢者の12.2%もその中に含まれる。

## 教育

### 公立学校
ラマーは、RE-2学校区の一部である。

### 高等教育
1937年創立のラマー・コミュニティ・カレッジがある。

## 経済
元々は農業を基盤として立ち上がった町であるが、1981年にドイツのバス製造会社のネオプランが、アメリカ進出（詳細は en:Neoplan USA も参照）の際にラマーを拠点に置き650人を雇用した。しかし、ラマーの工場は2006年に閉鎖され、それ以来は、観光産業が中心となっている。

## 交通

### 鉄道
サウスウェスト・チーフという、シカゴ・ロサンゼルス間を結ぶアムトラックの長距離列車が、ラマー駅から利用できる。運行間隔はシカゴ行き・ロサンゼルス行き、それぞれ一日一本である。

### バス
グレイハウンドが運行しているビーライン・エクスプレス (BeeLine Express) が、ウィチタ方面・プエブロ方面に出ている。

### 道路
- 国道50号線（英語版）が、アメリカ全土を横断するように、ウェストサクラメント近郊の州間高速道路80号線とオーシャンシティのメリーランド州道528号線（英語版）を結んでいる。より狭い範囲で見れば、プエブロとラスアニマス（英語版）とを結ぶ主要道ともなっている。
- プロワーズ郡道196号線が、ラマー周辺からワイリー（英語版）を結ぶ道路として利用できる。全長は11.4-マイル (18.3 km)である。
- 国道287号線（英語版）／国道385号線（英語版）の重複区間がラマー市内を南北に貫いており、スプリングフィールド（英語版）などにアクセスできる。

## ゆかりのある人物
ラマーに生まれ育ったか、居住したことのある人物を以下に挙げた。
- Gordon L. Allott（1907年 - 1989年） - コロラド州から選出されたアメリカ合衆国下院議員[21]
- Marvin Ash（1914年 - 1974年） - ジャズピアノ奏者[22]
- ダグ・ブロケイル（1967年 - ） - 野球の投手[23]
- ケン・カーティス（1916年 - 1991年） - 歌手、俳優[24]
- Scott Elarton（1976年 - ） - 野球の投手[25]
- Curt Gentry（1931年 - 2014年） - ジャーナリスト、ノンフィクション作家[26]
- Gerald Gregg（1907年 - 1985年） - イラストレーター、ブックカバーの作家[27]
- Wayne R. Grisham（1923年 - 2011年） - カリフォルニア州から選出されたアメリカ合衆国上院議員[28]
- Floyd D. Hall（1916年 - 2012年） - パイロット、航空会社重役[29]
- Kenneth Kester（1936年 - ） - コロラド州議会議員[30]
- Wesley Tuttle（1917年 - 2003年） - シンガーソングライター、ギター奏者[31]
- Sandy Vance（1947年 - ） - 野球の投手[32]